# Сулима, Иван Афанасьевич
Иван Афанасьевич Сулима (1929, село Педашка Первая, теперь Зачепиловского района Харьковской области — ?)  — украинский советский деятель, новатор сельскохозяйственного производства, комбайнер колхоза имени ХХІ партсъезда Красноградского (Зачепиловского района Харьковской области. Депутат Верховного Совета УССР 6-го созыва. Герой Социалистического Труда (23.06.1966).

## Биография
Родился в крестьянской семье. Отец погиб на фронтах Великой Отечественной войны.
Служил в Советской армии. Окончил курсы мотористов. Был мотористом, механиком в военно-воздушных силах (ВВС) Советской армии.
В 1959—1970-х годах — комбайнер колхоза имени ХХІ партсъезда пгт Зачепиловка Красноградского (с 1966 года — Зачепиловского района Харьковской области. В 1962 году собрал 234 гектара ранних зерновых, скосил 240 гектаров кукурузы на силос и 365 гектаров кукурузы на зерно.
Потом — на пенсии.

## Награды
- Герой Социалистического Труда (23.06.1966)
- орден Ленина (23.06.1966)
- медали